# Saint-Sorlin
Saint-Sorlin foi uma comuna francesa na região administrativa de Auvérnia-Ródano-Alpes, no departamento de Ródano. Estendia-se por uma área de 4,7 km². Em 2010 a comuna tinha 671 habitantes (densidade: 142,8 hab./km²).
Em 1 de janeiro de 2017, passou a formar parte da nova comuna de Chabanière.